# Mohamed Bousseta
Mohamed Bousseta (arabe : محمد بوستة) est un magistrat et homme politique tunisien.
Il est ministre de la Justice de septembre 2020 à février 2021.

## Biographie
Après avoir été président du tribunal de première instance de La Manouba, il a occupé le poste de premier président de la cour d'appel de Tunis.
Après le mouvement des magistrats[Quoi ?] de 2019, il est nommé premier président de la cour d'appel de Bizerte.
Le 2 septembre 2020, il est nommé ministre de la Justice dans le gouvernement de Hichem Mechichi.